# Glowly days
〈glowly days〉(글로울리 데이스)는 일본의 여성 가수 니시노 카나의 2번째 싱글로, 2008년 4월 23일에 SME 레코드에서 발매되었다. 전작 〈I〉에서 약 2개월 만의 싱글이다.

## 수록곡
| #            | 제목              | 재생 시간 |
| ------------ | ----------------- | --------- |
| 1.           | 〈glowly days〉   | 3:44      |
| 2.           | 〈celtic〉        | 4:13      |
| 3.           | 〈Yami Yami Day〉 | 4:58      |
| 총 재생 시간 | 총 재생 시간      | 12:55     |

## 차트 성적
- 오리콘 싱글 차트: 주간 최고 126위